# ウィリー・ハッチンソン
ウィリー・ハッチンソン（Willy Hutchinson、1998年8月4日 - ）は、スコットランドのプロボクサー。サウス・ラナークシャー・ カーステアーズ出身。

## 来歴

### プロ時代
2017年10月20日、プロデビュー戦を行い1回1分29秒TKO勝ちを収めた。
2021年3月27日、ロンドンのカッパー・ボックスにてレノックス・クラークと英国・コモンウェルススーパーミドル級王座決定戦を行い、プロ初黒星となる5回1分5秒TKO負けを喫し王座獲得に失敗した。
2023年5月12日、ロンドンのヨーク・ホールにてWBCインターナショナルライトヘビー級王者エセキエル・マデルナと対戦し、4回1分15秒TKO勝ちを収め王座獲得に成功した。
2024年6月1日、リヤドのキングダム・アリーナにてクレイグ・リチャーズとWBC世界ライトヘビー級シルバー王座決定戦を行い、12回3-0の判定勝ちを収め王座獲得に成功した。
2024年9月21日、ロンドンのウェンブリー・スタジアムにてアンソニー・ジョシュア対ダニエル・デュボアの前座でWBO世界ライトヘビー級ランキング1位のジョシュア・ブアツィとWBO世界ライトヘビー級暫定王座決定戦を行い、12回1-2の判定負けを喫し王座獲得に失敗した。なお、ハッチンソンは7回にバッティングで1ポイント減点され、6回と9回に計2度ダウンを奪われたのにもかかわらず、ジャッジの1人のグジェゴシュ・モレンダがハッチンソンを支持したことが物議を醸した。当初ブアツィはWBO世界同級3位のアンソニー・ヤードと対戦する予定だったが、ヤードが自身の所属するクイーンズベリー・プロモーションズとの契約上の問題を理由にブアツィとの対戦を拒否したため、ハッチンソンが代役出場した。

## 獲得タイトル
- WBCインターナショナルライトヘビー級王座
- WBC世界ライトヘビー級シルバー王座